# Edmund Hakewill Smith
Sir Edmund Hakewill Smith, britanski general, * 1896, † 1986.